# خرائط آسيا

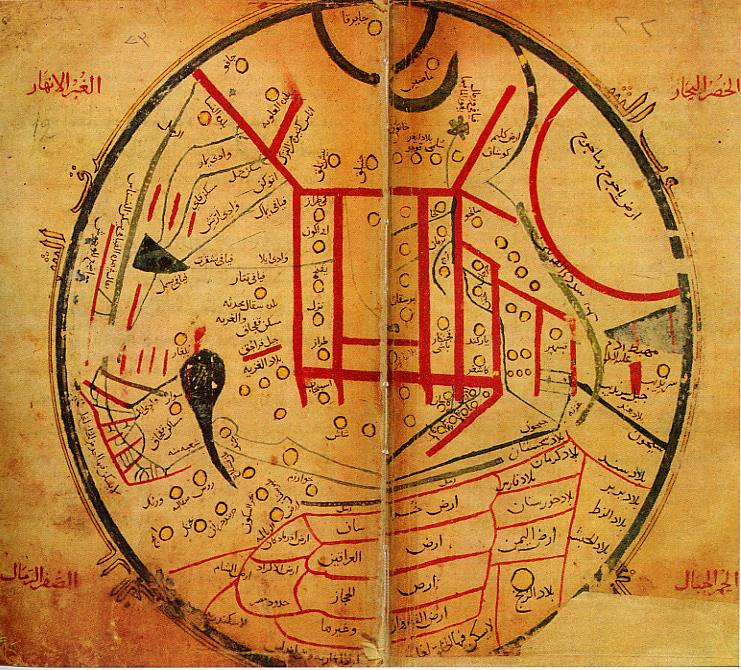
خريطة من كتاب ديوان لغة الترك لمحمود الكاشغري، تبين توزيع القبائل التركية في القرن الحادي عشر.

يمكن أن تشير خرائط آسيا إلى تمثيل آسيا على الخريطة، أو إلى تصويرات العالم من قبل رسامي الخرائط من آسيا. كانت هناك تصورات لأجزاء من آسيا على الخرائط منذ وقت مبكر من القرن السادس قبل الميلاد، حيث تم رسم الخرائط لتصوير الإمبراطوريات البابلية واليونانية الهلنستية وسلالة هان.
خلال العصور الوسطى رسم الجغرافيون المسلمون خرائط تحتوي على تصوير أكثر دقة لجنوب وغرب ووسط آسيا، وبدأت الخرائط الأوروبية تمثل مساحة آسيا بشكل أكثر تواترا. تتضمن الجغرافيا الصينية من هذه الفترة تصويرًا أكثر تفصيلاً للمحيط الهندي وشبه الجزيرة العربية وشرق إفريقيا. ستصبح الخرائط الأوروبية لآسيا أكثر دقة خلال عصر الاستكشاف الأوروبي، الذي بدأ في القرن الخامس عشر.
وتستفيد الخرائط الحديثة لآسيا من الرقمنة والمسوحات الفوتوغرافية وصور الأقمار الصناعية.

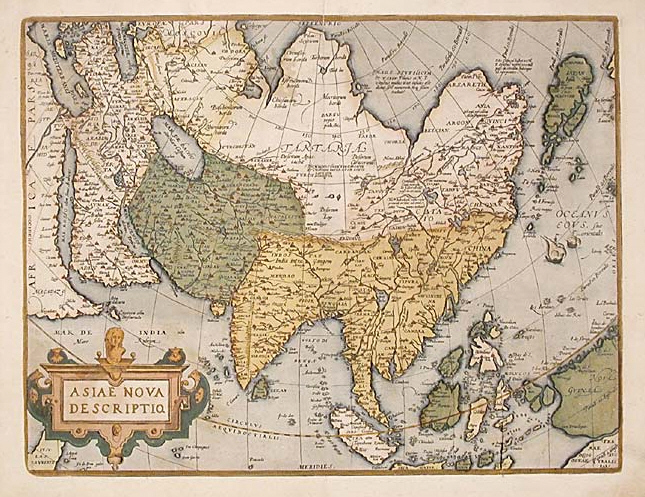
أبراهام أورتيليوس، وصف آسيا الجديدة، 1595

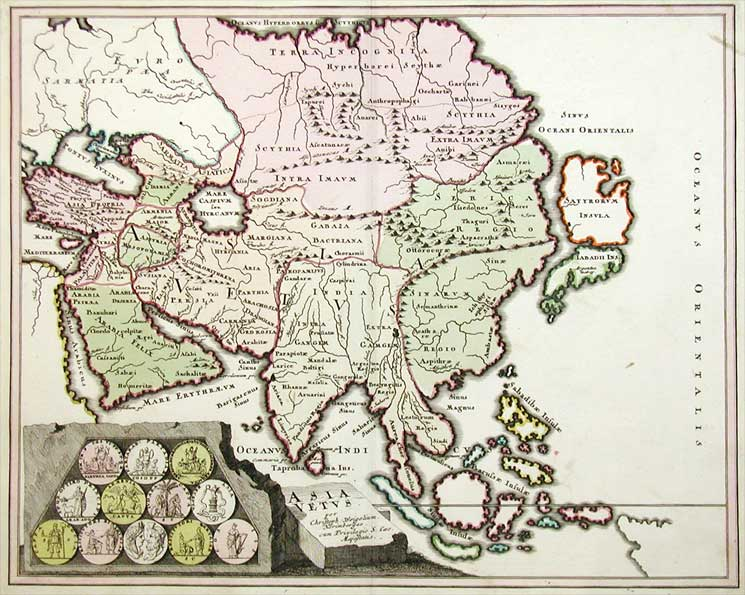
خريطة آسيا، تقريبا. 1719

## العصور القديمة

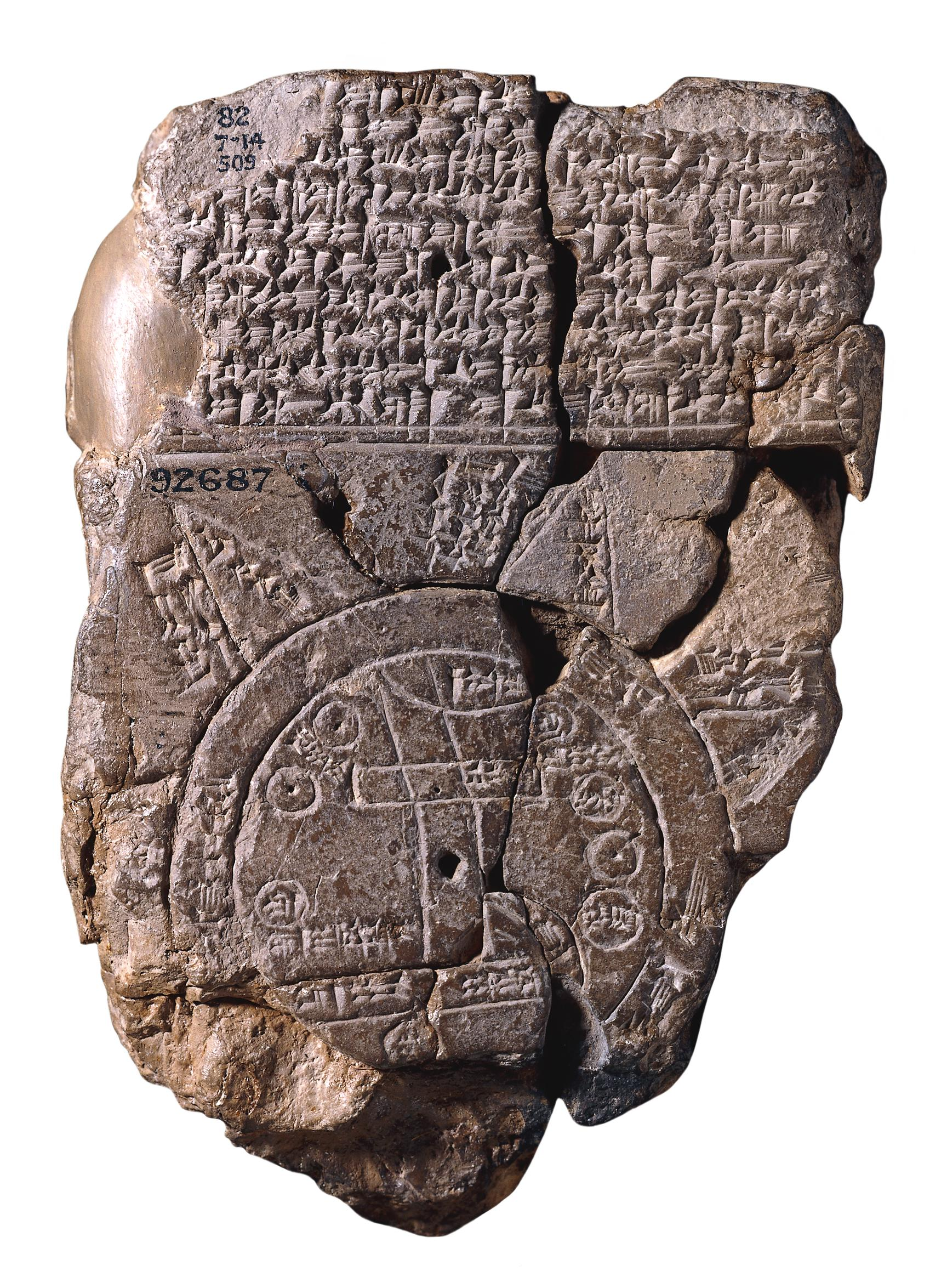
خريطة العالم البابلية

تقع مدينة بابل في جنوب غرب آسيا في مركز أقدم خرائط العالم، وبداية من خريطة العالم البابلية في القرن السادس قبل الميلاد؛ وهي عبارة عن خريطة عالمية "موضعية" على ألواح طينية لبابل والأنهار والمحيط المحيط بها  والتضاريس، محاطة بـ "جزر" بتنسيق 7 نجوم. في الجغرافيا اليونانية الكلاسيكية.
قارة "آسيا" هي واحدة من ثلاث كتل أرضية رئيسية، إلى جانب أوروبا وليبيا. تحظى آسيا بدقة أعلى في الجغرافيا الهلنستية، وخاصة على خريطة العالم البطلمية. تبدأ خرائط الهند بالمخططات المبكرة للملاحة والخطط الإنشائية للمباني. أصبحت الجغرافيا الصينية من القرن الثاني قبل الميلاد ( سلالة هان ) على دراية بتركستان، حيث تتداخل مجالات النفوذ الهلنستي اليوناني والهان الصيني.[بحاجة لمصدر]

## العصور الوسطى
في خرائط العالم التي ترجع إلى العصور الوسطى، تشكل قارة آسيا نصف مساحة اليابسة في العالم، بينما تشكل قارة أفريقيا وأوروبا ربع مساحة كل منهما. مع ظهور العصور الوسطى العليا، حصلت مناطق جنوب غرب ووسط آسيا على دقة أفضل في الجغرافيا الإسلامية، وكانت الخريطة التي رسمها محمود الكاشغري في القرن الحادي عشر هي أول خريطة للعالم يتم رسمها من وجهة نظر آسيا الوسطى. وفي الفترة نفسها، عمل المستكشفون الأوروبيون لطريق الحرير، مثل ويليام روبروك وماركو بولو، على زيادة المعرفة الجغرافية لآسيا في الغرب، حيث أثبتوا على وجه الخصوص أن بحر قزوين غير متصل بالمحيط الشمالي.[بحاجة لمصدر]
وقد امتدت المعرفة الجغرافية الصينية إلى المحيط الهندي وشبه الجزيرة العربية وشرق أفريقيا وجنوب شرق آسيا بفضل الاستكشافات الصينية في العصور الوسطى.

## عصر الاستكشاف
أصبحت الخرائط الأوروبية لآسيا أكثر تفصيلاً منذ القرن الخامس عشر، إذ أظهرت خريطة فرا ماورو التي يرجع تاريخها إلى عام 1459 صورة كاملة إلى حد معقول، بما في ذلك كوريا واليابان الموضوعتين بشكل صحيح.

## الخرائط الحديثة
تستخدم تقنيات رسم الخرائط الحديثة في آسيا، مثل أجزاء أخرى من العالم، الرقمنة والمسوحات الفوتوغرافية والطباعة. كما يتم استخدام صور الأقمار الصناعية والصور الجوية وتقنيات المسح بالفيديو.

## الملاحظات
1. ↑  Sircar, page 330
2. ↑  Gole 1990

## الأدب
- هارلي وودوارد (المحرران)، تاريخ رسم الخرائط. المجلد 2. الكتاب الثاني، رسم الخرائط في المجتمعات التقليدية في شرق وجنوب شرق آسيا، مطبعة جامعة شيكاغو (1994)،(ردمك 978-0-226-31637-6).
- كينيث نيبينزال، رسم خريطة طريق الحرير وما بعده،(ردمك 0-7148-4409-8).

## روابط خارجية
- الخرائط التاريخية لآسيا، مشروع خرائط ألاباما لمختبر الأبحاث الخرائطية، جامعة ألاباما.
- الخرائط التاريخية لآسيا، مجموعة خرائط مكتبة بيري-كاستانيدا، جامعة تكساس، أوستن.